# Léonce Ricau
Léonce Ricau, né le 6 novembre 1840 à Maubourguet et mort le 20 avril 1930 à Paris, est un peintre français.

## Biographie
Léonce Baptiste Ricau est le fils de Charles Ricau, boulanger, et de Marguerite Céline Daussat
Élève d'Horace Vernet et de François Édouard Picot, il débute au Salon de 1870, date à laquelle il exprime le désir de travailler dans la galerie d'Apollon. Parmi ses copies figure La mise au tombeau d'après le Titien ou La Sainte Famille de François Ier d'après Raphaël.
En 1906, il épouse Marie Augustine Goertz à Saint-Ouen.
Il meurt à l'âge de 89 ans à son domicile de la Rue de Clignancourt.